# Cantone di Villeneuve-de-Marsan
Il Cantone di Villeneuve-de-Marsan era una divisione amministrativa dell'arrondissement di Mont-de-Marsan.
È stato soppresso a seguito della riforma complessiva dei cantoni del 2014, che è entrata in vigore con le elezioni dipartimentali del 2015.
Comprendeva i comuni di:
- Arthez-d'Armagnac
- Bourdalat
- Le Frêche
- Hontanx
- Lacquy
- Montégut
- Perquie
- Pujo-le-Plan
- Saint-Cricq-Villeneuve
- Sainte-Foy
- Saint-Gein
- Villeneuve-de-Marsan